# Germán López
 (décembre 2023).
Si vous disposez d'ouvrages ou d'articles de référence ou si vous connaissez des sites web de qualité traitant du thème abordé ici, merci de compléter l'article en donnant les références utiles à sa vérifiabilité et en les liant à la section « Notes et références ».
Germán López-Montoya, né le 29 décembre 1971 à Barcelone, est un joueur de tennis professionnel espagnol.
Jamais vainqueur d'un tournoi en simple, il a atteint la finale du Grand-Prix Hassan II en 1992. En demi-finale, il avait battu le Belge Bart Wuyts sur le score de 6-0, 6-0. En 1991, il est quart de finaliste du tournoi de Stuttgart où il bat le n°10 mondial Emilio Sánchez au second tour. Il a atteint trois autres quarts de finale à Guaruja, Saint-Marin et Bordeaux. Sur le circuit Challenger, il est deux fois finaliste en simple et vainqueur d'un tournoi en double.

## Palmarès

### Finale en simple messieurs
| No | Date       | Nom et lieu du tournoi           | Catégorie    | Dotation  | Surface      | Vainqueur              | Score         |          |
| -- | ---------- | -------------------------------- | ------------ | --------- | ------------ | ---------------------- | ------------- | -------- |
| 1  | 16-03-1992 | Grand-Prix Hassan II, Casablanca | World Series | 130 000 $ | Terre (ext.) | Guillermo Pérez Roldán | 2-6, 7-5, 6-3 | Parcours |

## Parcours dans les tournois duGrand Chelem

### En simple
| Année | Open d'Australie | Open d'Australie | Internationaux de France | Internationaux de France | Wimbledon       | Wimbledon     | US Open         | US Open        |
| ----- | ---------------- | ---------------- | ------------------------ | ------------------------ | --------------- | ------------- | --------------- | -------------- |
| 1991  | —                | —                | 1er tour (1/64)          | C. Caratti               | —               | —             | —               | —              |
| 1992  | —                | —                | 2e tour (1/32)           | M. Filippini             | 1er tour (1/64) | Nicklas Kulti | 1er tour (1/64) | S. Pescosolido |

N.B. : à droite du résultat se trouve le nom de l'ultime adversaire.